# Republicanos Demócratas
Republicanos Demócratas (Repubblicani Democratici) (RD) fue un pequeño partido político  italiano liberal.
El partido fue fundado en 2004 como una escisión del Partido Republicano Italiano (PRI), opuesto a mantener la alianza con el centro-derecha de la coalición la Casa de las Libertades. Su líder era Giuseppe Ossorio. En las elecciones regionales de 2005 el partido presentó lista sólo en Campania, donde logró 1,4% y Ossorio fue reelegido para como consejero regional.
En 2005, el partido se unió a La Unión y se presentó a las elecciones generales de 2006 dentro de las listas de Italia de los Valores (IdV); a consecuencia de este pacto, Ossorio fue elegido diputado por Campania.
El 20 de septiembre de 2007, Ossorio anunció que RD se uniría al Partido Democrático (PD), junto con otros los también exmiembros del PRI Movimiento Republicanos Europeos (MRE). En 2010, sin embargo, el partido se reintegró en el PRI. 